# Aceh Barat Daya
Aceh Barat Daya (indonez. Kabupaten Aceh Barat Daya) – kabupaten w indonezyjskim okręgu specjalnym Aceh. Jego ośrodkiem administracyjnym jest Blangpidie.
Aceh Barat Daya leży na zachodzie południowo-środkowej części okręgu Aceh, w północnej części Sumatry, nad Oceanem Indyjskim. Z południowego wschodu na północny zachód przecina go droga Jalan Lintas Barat Sumatrea.
W 2010 roku kabupaten ten zamieszkiwało 126 036 osób, z czego 24 006 stanowiło ludność miejską, a 102 030 ludność wiejską. Mężczyzn było 62 700, a kobiet 63 336. Średni wiek wynosił 25,71 lat.
Kabupaten ten dzieli się na 9 kecamatanów:
- Babah Rot
- Blang Pidie
- Jeumpa
- Kuala Batee
- Lembah Sabil
- Manggeng
- Setia
- Susoh
- Tangan-tangan